# Millard Fillmore
Millard Fillmore (ur. 7 stycznia 1800 w gminie Summerhill (hrabstwo Cayuga), zm. 8 marca 1874 w Buffalo) – amerykański polityk, 13. prezydent Stanów Zjednoczonych w latach 1850–1853.

## Życiorys

### Młodość i edukacja
Urodził się 7 stycznia 1800 w Summerhill w rodzinie biednych farmerów. Miał ośmioro rodzeństwa. Ze względu na złą sytuację materialną, nie uczęszczał do szkoły. Dopiero w wieku nastoletnim zaczął chodzić do małej prowincjonalnej szkoły, choć w większości był samoukiem. Po zakończeniu nauki pracował jako krawiec, gręplarz wełny, a także sekretarz lokalnego sędziego. W tym samym czasie samodzielnie uczył się prawa i w 1823 zdał egzamin uprawniający do prowadzenia własnej praktyki.

### Kariera polityczna
Po kilku latach samodzielnej praktyki adwokackiej zaangażował się w tworzenie Partii Antymasońskiej, z ramienia której zasiadał w legislaturze stanowej w latach 1828–1831. Dzięki swojej aktywności w 1833 roku dostał się do Izby Reprezentantów jako reprezentant stanu Nowy Jork, gdzie zasiadał do 1835 roku i ponownie w latach 1837–1843. Od 1840 roku zasiadał w Komisji Zasobów i Środków, a jego głównym zadaniem było zmniejszenie skutków kryzysu gospodarczego z 1837 roku. Po trzech latach zrezygnował z mandatu kongresmana i powrócił do praktyki prawniczej w Buffalo. W roku 1844 przegrał wybory na gubernatora stanu Nowy Jork, a dwa lata później wziął udział w wojnie amerykańsko-meksykańskiej.
Na konwencji wyborczej Partii Wigów w drugim głosowaniu uzyskał nominację na wiceprezydenta. Po zwycięskich dla wigów wyborach, objął drugi co do ważności urząd w państwie przy Zachary’m Taylorze. W czasie sprawowania funkcji, liderzy partyjni odizolowali Fillmore’a od działań politycznych, przez co jego jedynym zadaniem było przewodniczenie obradom Senatu. W czasie jego wiceprezydentury toczyła się debata publiczna na temat niewolnictwa w nowo przyjętych stanach. Henry Clay zaproponował wówczas tzw. „Kompromis 1850 roku”, który miał zostać poddany pod głosowanie w izbie wyższej. Obawiając się o równowagę głosów, Fillmore (do którego należałby decydujący głos w przypadku ich równej ilości) zadeklarował poparcie dla kompromisowej ustawy. Ustawa została przegłosowana bez konieczności głosu wiceprezydenta, ale zanim trafiła na biurko Taylora, prezydent zmarł (9 lipca 1850). W tej sytuacji Fillmore objął najwyższy urząd w państwie.

### Prezydentura
Prezydent złożył przysięgę 10 lipca, a wkrótce po objęciu urzędu zaaprobował „Kompromis 1850 roku”. Decyzja ta była niepopularna zarówno w stanach północnych, jak i południowych – na Północy zwolennicy niewolnictwa chcieli zająć fort w Charleston, natomiast abolicjoniści pomagali uciekającym czarnoskórym niewolnikom. Mimo to, jesienią prezydent podpisał ustawę „Kompromisu 1850”. Ponadto Fillmore zadbał o rozbudowę infrastruktury na Zachodzie, co dobrze współgrało z ówczesną gorączką złota w Kalifornii. Oprócz tego wsparł ustawy pocztowe, obniżające opłaty, co sprzyjało rozwojowi handlu.
W czasie wiceprezydentury Fillmore’a, w Europie miała miejsce Wiosna Ludów. Szczególne poparcie uzyskało powstanie na Węgrzech. Sekretarz stanu, w gabinecie Fillmore’a, Daniel Webster, licząc na nominację prezydencką w 1852, publicznie poparł Lajosa Kossutha, co spowodowało żądanie rządu austriackiego dymisji Webstera. Ponieważ prezydent odmówił, stosunki dyplomatyczne amerykańsko-austriackie były napięte aż do jesieni 1852, kiedy to Webster zmarł.
W drugiej połowie XIX w Stanach Zjednoczonych wzrosło też zainteresowanie Japonią, m.in. dlatego, że amerykańskie statki parowe wymagały uzupełnień węgla, kutry rybackie były znoszone przez prąd do Azji wschodniej, a także, dlatego że szukano nowych rynków w tamtych rejonach. Prezydent Fillmore był przychylny wysłaniu oficjalnej misji handlowej. Po kilku ekspedycjach (Aarona Palmera, Alexandra Everetta czy Jamesa Glynna), w styczniu 1851 prezydent zgodził się na wysłanie floty do Japonii. Ekspedycji przewodniczył Matthew Perry, który otrzymał instrukcje, by zawrzeć układ handlowy z Krajem Kwitnącej Wiśni, uzyskać dostęp do minimum jednego portu dla statków handlowych oraz otrzymać zgodę na udzielanie pomocy rozbitkom amerykańskim i zaopatrywanie statków. Pomimo że Perry był uprzedzony do Japończyków, misja miała mieć charakter pokojowy. Okręty dotarły do Japonii 8 lipca 1853, a Perry wymusił, pod groźbą wojny, akceptację dla nierównoprawnych propozycji amerykańskich (Traktat z Kanagawy).
Fillmore nawiązał także przyjazne kontakty z krajami Ameryki Łacińskiej – zawarł traktaty handlowe z Kostaryką, Brazylią i Peru, a także poprawił stosunki z Meksykiem. Kontynuował także, rozpoczęte przez Taylora, rozmowy z Nikaraguą w sprawie budowy kanału. Sprzeciwiał się ekspedycjom prowadzonym na Kubie (głównie przez Narciso Lópeza). Jednocześnie w kwietniu 1852 odmówił podpisania porozumienia trójstronnego, pomiędzy USA, Francją i Wielką Brytanią, zainicjowanego przez Hiszpanię, dotyczącego Kuby.
Obejmując urząd prezydenta, zapowiedział, że nie będzie ubiegał się o reelekcję, jednak pod koniec kadencji zmienił zdanie i zgodził się wziąć aktywny udział w konwencji wigów w 1852. Początkowo miał największe poparcie (nie uzyskawszy wymaganych 2/3 głosów), lecz stopniowo zaczął je tracić. Po 52 bezskutecznych głosowaniach, kandydatem Partii Wigów został generał Winfield Scott, który jednak przegrał wybory z Franklinem Pierce’em.

### Emerytura i śmierć
Po zakończeniu prezydentury, związał się z nacjonalistyczną, bojówkarską formacją Nic Niewiedzących (w 1854). Dwa lata później został jej oficjalnym kandydatem w wyborach prezydenckich, gdzie zajął trzecie miejsce w głosowaniu powszechnym i zdobył 8 głosów elektorskich. Następnie, pomimo że był przeciwny secesji Południa, krytykował gabinet Lincolna i poparł generała George’a McClellana na prezydenta. Spotkało się to z oburzeniem opinii publicznej, co spowodowało całkowite wycofanie się z polityki Fillmore’a. Zmarł 8 marca 1874 w Buffalo.

## Życie prywatne
5 lutego 1826 zawarł związek małżeński z córką baptystycznego pastora – Abigail Powers. Para miała dwoje dzieci. Trzy tygodnie po zakończeniu prezydentury Fillmore’a, zmarła jego żona. W 1858 powtórnie się ożenił – z wdową, Caroline McIntosh.